# Dálnoky Márton
Dálnoky Márton (18. század – 19. század) leánytanító, író.

## Élete
Fábián Juliánna költőnőnek a poézisben magán tanító-mestere volt; 1792 végén lemondott tanítói hivataláról és Arad megyébe költözött, hol később tiszttartó lett Petrisben.

## Munkái
Hélicon alyából felnőtt virágszálatska, melyet hazánk nemes dámáinak, főképen pedig n. sz. k. Rév-Komárom városa, mind belső, mind külső virtusokkal ékeskedő kis asszonyainak s kegyes szűzeinek kedveskedik. Komárom, 1793.
Levele ns Arad várm. első alispánjához tek. Kovács János úrhoz a római régiségekről. (Tud. Gyűjt. 1824. X. 29. Észrevételek Haliczkytól. Uo. 37. l.)